# SAI 107
Le SAI 107 était un chasseur monoplace expérimental italien développé au début de la Seconde Guerre mondiale à partir de l'avion de sport SAI 7.

## Le chasseur léger
À la fin des années 1930 le concept du chasseur léger, monoplace pouvant être produit en grande quantité à moindre coûts, était étudié de près par de nombreux pays. Ce type de chasseur devait généralement être construit en bois, ce qui éliminait les risques de pénurie de matériaux stratégiques, mais permettait aussi de faire appel à des industriels non spécialisés. Le record de vitesse établi en août 1939 par le SAI 7, biplace de sport construit en bois, ne pouvait donc laisser les autorités italiennes indifférentes.
Dès 1939 Sergio Stefanutti travaillait à une version monoplace du SAI 7. Plus puissant, le nouvel appareil était considéré chez le constructeur comme un avion expérimental, mais on le regarda vite comme une machine de développement destiné à établir les bases d’un avion de combat.

## Un prototype séduisant
Construit donc en bois comme le SAI 7, monoplan à aile basse cantilever et train principal escamotable (la roulette arrière étant fixe), il était équipé d'un moteur 12 cylindres en V inversé Isotta-Fraschini Gamma R.C.35-I de 515 ch et armé d’une mitrailleuse de 7,7 mm. Il possédait le même pare-brise se prolongeant jusqu’à l’avant du capot moteur que les deux premiers SAI 7, une solution aérodynamique mais qui déformait la vision du pilote. Un pare-brise classique fut rapidement installé à la place.
Malgré un moteur capricieux, des performances remarquables furent enregistrées à Guidonia avec cet avion qui, pour une masse au décollage de 1 600 kg, atteignait les 500 km/h. Cet appareil très maniable fut malheureusement perdu sur accident le 18 juillet 1941, mais l’expérience acquise avec le SAI 107 donna naissance à un nouveau chasseur, le SAI 207.